# Pineville (Wirginia Zachodnia)
Pineville – miasto w Stanach Zjednoczonych, w stanie Wirginia Zachodnia, w hrabstwie Wyoming.